# Oswaldo Silva
Oswaldo Silva, detto Baltazar (Santos, 14 gennaio 1926 – San Paolo, 25 marzo 1997), è stato un calciatore brasiliano, di ruolo attaccante.

## Carriera

### Club
Debuttò nel 1943 con la maglia dell'União Monte Alegre, ma raggiunse la maggiore popolarità con la maglia del Corinthians, con il quale vinse tre Torneio Rio-São Paulo e tre campionati statali, vincendo il titolo di capocannoniere nel Torneio Rio-São Paulo 1950 e del Campeonato Paulista 1953. Nel 1957 giocò con il Juventus, e si ritirò nel 1959 con la maglia dell'União Paulista. Ha segnato 267 reti, di cui 71 di testa, fatto che gli valse il soprannome di Cabecinha de Ouro (Testolina dorata).

### Nazionale
Con la Nazionale brasiliana ha giocato 26 partite tra il 1950 e il 1956, segnando 17 reti. Ha partecipato al campionato del mondo 1950 e al campionato del mondo 1954.

## Palmarès

### Club

#### Competizioni nazionali
- Torneo Rio-San Paolo: 3

Corinthians: 1950, 1953, 1954
- Campionato paulista: 3

Corinthians: 1951, 1952, 1954

### Nazionale
- Campionato Panamericano: 1

1952